# هنریک مالیان
هنریک مالیان (ارمنی: Հենրիկ Մալյան؛ ۳۰ سپتامبر ۱۹۲۵ – ۱۴ مارس ۱۹۸۸) یک کارگردان فیلم و نویسنده اهل ارمنستان بود.

## زندگی‌نامه
هنریک مالیان، در تلاوی در گرجستان به‌دنیا آمده است. عموی او بازیگر معروف، دیوید مالیان بود. هنریک، در سال‌های کودکی شطرنج را نزد تیگران پطروسیان آموخت و از سال ۱۹۴۲ تا ۱۹۴۵ در تفلیس به عنوان طراح در یک کارخانه کار کرد. او در سال ۱۹۵۱ از دانشگاه تئاتر و سینمای ایروان فارغ‌التحصیل شد.
در بین سال‌های ۱۹۵۱ و ۱۹۵۴ او تئاترهای متفاوتی را به روی صحنه برد.
در سال ۱۹۵۳ از آموزشگاه تئاتر موسکو فارغ‌التحصیل شد و از سال ۱۹۵۴ در استودیو آرمن فیلم مشغول به کار شد.
فیلم او در سال ۱۹۷۷ به نام ناهاپت یکی از مهم‌ترین فیلم‌های ارمنستان در رابطه با نسل‌کشی ارمن‌هاست که در سال ۱۹۷۸ در جشنواره کن نمایش داشت.
وی در آرامستان مرکزی ایروان (توخماخ) به خاک سپرده شد.

## جوایز
وی برنده جوایزی همچون جایزه هنرمند مردمی اتحاد جماهیر شوروی شده است.

## بخشی از فیلم‌شناسی
- ناهاپت (۱۹۷۷، همچنین نویسنده)
- گیکور (۱۹۸۲)

## نگارخانه

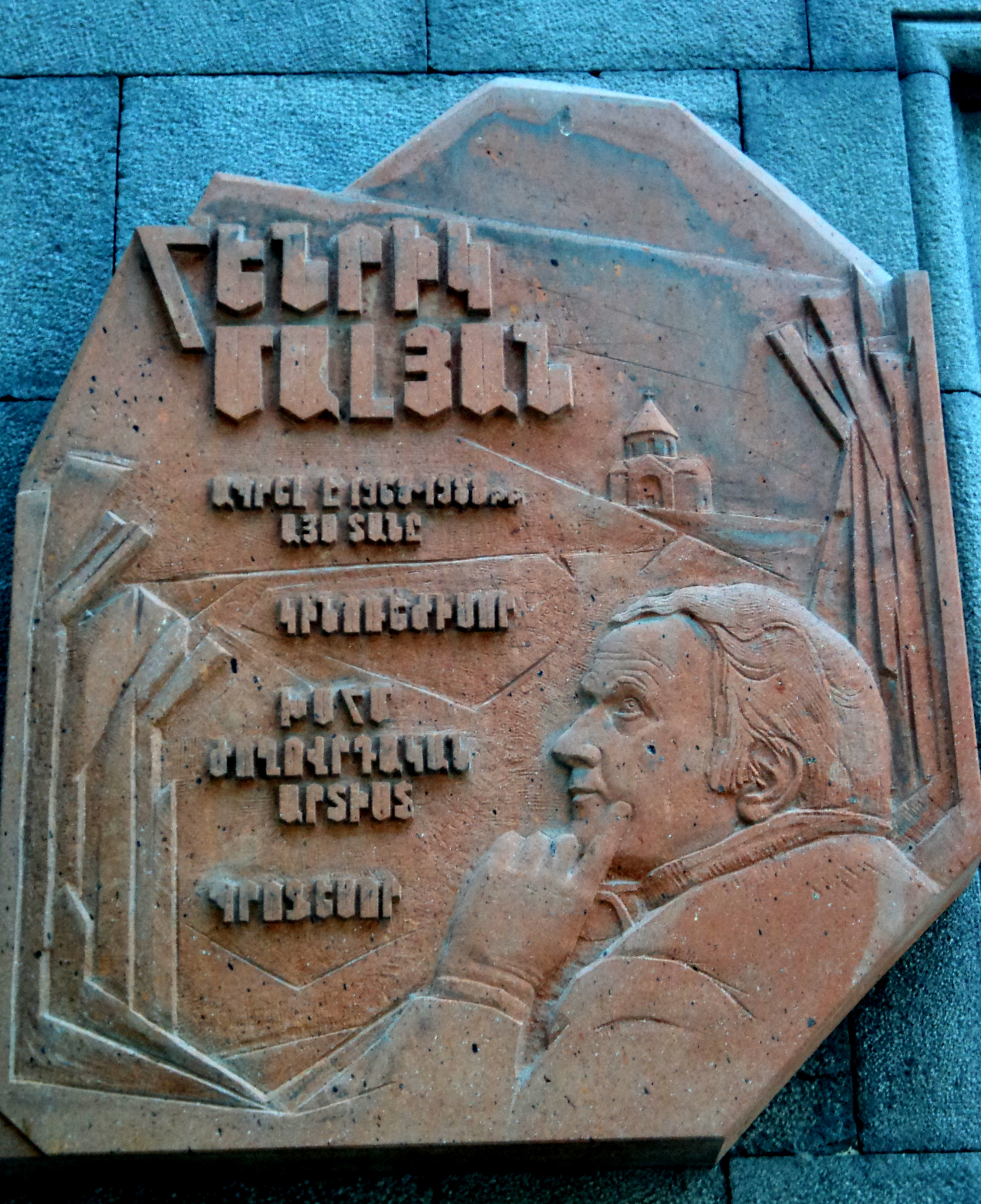
پلاک یادبود هنریک مالیان